# 歡迎牌

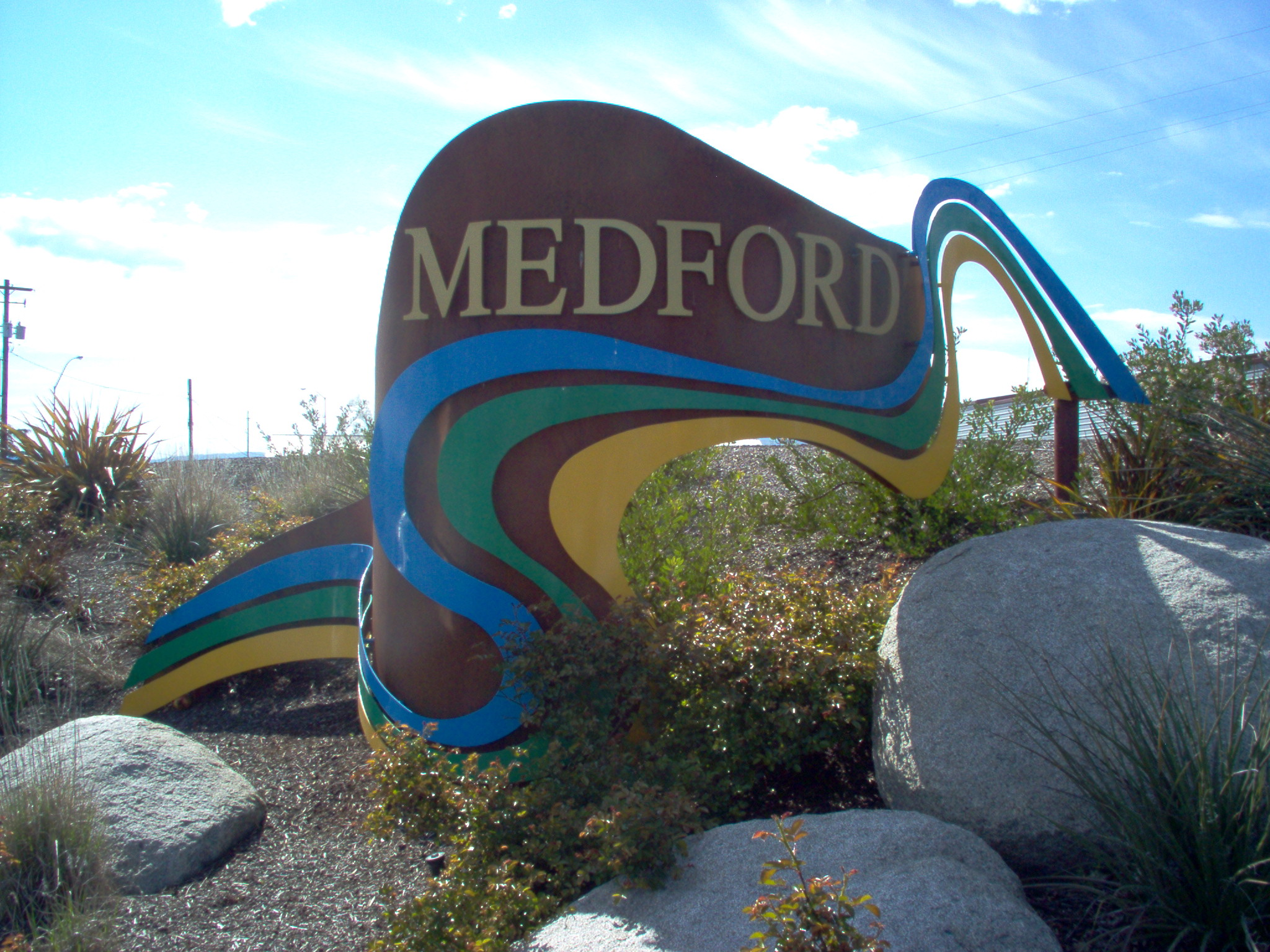
美国俄勒冈州梅德福的歡迎牌

歡迎牌或歡迎標誌，為一種道路交通標誌，通常設置在區域邊界，以歡迎遊客進入該區域。歡迎牌可在州、省、縣、城市或城鎮等政治邊界附近，甚至在社區或私人社區中找到。歐洲的申根區國家在國界間亦可能會設置歡迎牌。設置歡迎牌之目的，有部分用於傳達資訊，以告知駕駛目前所在的位置，另有部分則作為旅遊用途，對進入該區域的民眾宣傳區域內之特色。歡迎標誌屬於城鎮標誌（一種設置在城市、城鎮或村落出入道路的標誌）的一種。多數轄區內的歡迎牌擁有固定標準的格式；歡迎牌在一些情況下可能會隨著法律規定有所不同。
一些地方自治體的歡迎牌會附帶區域內之人口、成立日期、友好城市名單或境內服務，甚至是徽章、當地特產或維護歡迎牌之贊助商標誌（如當地的國際獅子會）。